# Навабшах (аэропорт)
Аэропо́рт «Навабша́х» (ИАТА: WNS, ИКАО: OPNH) — гражданский аэропорт в городе Навабшахе в пакистанской провинции Синд; расположен в трёх километрах юго-восточнее центра города.

## Характеристики
Аэропорт имеет одну взлётно-посадочную полосу длиной 2743 метров и шириной 46 метров. Она оборудована курсо-глиссадной системой посадки с аэронавигационным оборудованием VOR, DME и NDB.